# 266. strelska divizija (ZSSR)
266. strelska divizija (izvirno rusko 266. стрелковая дивизия; kratica 266. SD) je bila strelska divizija Rdeče armade v času druge svetovne vojne.

## Zgodovina
Divizija je bila ustanovljena januarja 1942 v Stalingradu; maja 1942 so divizijo razpustili in jo združili s 417. strelsko divizijo. Ponovno je bila ustanovljena avgusta 1942.